# Кросс, Элишка
Элишка Кросс (фр. Eliska Cross; род. 6 января 1986) — французская киноактриса, порноактриса и модель.

## Биография
Кросс начала свою карьеру в эротической индустрии стриптизёршей. С 2006 года снимается в кино для взрослых. В 2009 году она получила две номинации на Hot d'Or за лучшую французскую звезду и лучшую женскую роль.
В 2010 году Кросс сосредоточила свою карьеру на фотомоделировании, стриптизе и массовом кино. Элишка сыграла ведущую роль в малобюджетном фильме ужасов «Побег» 2010 года. Среди её работ — телефильм Сержа Брэмли «Роза, это Париж» с Моникой Беллуччи и отмеченный наградами драматический фильм Абделлатифа Кешиша «Чёрная Венера». Кросс также появилась в документальном фильме France 2 «Переодевание», режиссёра Овидии и продюсера Жан-Жака Бенекса.